# Jasmina Sakr
Jasmina Sakr (* in Wien) ist eine österreichische Musical-, Opern- und Operettensängerin (Sopran).

## Leben
Jasmina Sakr ist als Tochter eines Ägypters und einer Wienerin in Wien aufgewachsen. Sie absolvierte das Musikgymnasium Wien, machte eine Tanzausbildung und studierte bis 2005 Musiktheater mit Ausbildung in Musical, Operette, Chanson am Konservatorium Wien Privatuniversität.
2003 und 2004 gewann sie den Wiener Fidelio Wettbewerb der Hugo-Breitner-Gesellschaft zur Förderung junger Künstlerinnen am Konservatorium Wien.
Sakr war Ensemblemitglied an der Wiener Volksoper und hatte zahlreiche Auftritte in Operetten und Musicals.
Sakr spielte unter anderem in Bonifatius in Fulda und Bremen, die Julia in Romeo und Julia am Wiener Raimundtheater, die Liesel in The Sound of Music an der Volksoper, in Grillparzer leicht gekürzt an den Sommerfestspielen Stockerau, in der West Side Story die Maria an den Bregenzer Festspielen, am Stadttheater der Bühne Baden und am Théâtre du Châtelet in Paris, die Klara in Heidi Teil 2 in der Schweiz, die Margarethe in In nomine patris am Deutschen Theater in München sowie die Esmeralda in Die verkaufte Braut an den Opernfestspielen Jennersdorf. An der Komischen Oper Berlin spielte sie 2013 die Susanna in Le nozze di Figaro, im Frühjahr 2014 die Hedi in Zwei Herzen im Dreivierteltakt. Am Münchner Staatstheater am Gärtnerplatz wirkte sie 2014 und 2014 in der Operette Wiener Blut.
Seit 2017 ist Sakr Ensemblemitglied des Gärtnerplatztheaters, wo sie etwa als Clorinda in La Cenerentola, Valencienne in Die lustige Witwe, Mabel Gibson in Die Zirkusprinzessin, Papagena in Die Zauberflöte oder Gretchen in Der Wildschütz und Zerlina in Don Giovanni auftrat.